# John Welsh (Fußballspieler)
John Joseph Welsh (* 10. Januar 1984 in Liverpool) ist ein englischer Fußballspieler, der seit 2018 bei Grimsby Town unter Vertrag steht.

## Spielerkarriere

### National
John Welsh durchlief ab dem Alter von zehn Jahren alle Jugendmannschaften des englischen Rekordmeisters FC Liverpool. Unter anderem war er Kapitän der Reservemannschaft. Ab Mitte der Saison 2001/02 trainierte Welsh regelmäßig mit den Profis der ersten Mannschaft, wobei er sein Pflichtspieldebüt für die „Reds“ am 4. Dezember 2002 in einem League-Cup-Spiel gegen Ipswich Town gab. Am 4. Oktober 2003, beim Spiel gegen den FC Arsenal gab Welsh sein Premier-League-Debüt.
Damit er sich weiterentwickeln konnte, wurde Welsh für die Saison 2005/06 an den Zweitligisten Hull City ausgeliehen. Dort war man so von dessen Leistungen beeindruckt, dass man ihn nach dem Saisonende fest verpflichtete. Im Aufstiegsjahr 2008 war er zwischenzeitlich an das unterklassige Team von Chester City ausgeliehen.

### International
John Welsh hat in den Jahren 2004 bis 2007 in acht Spielen ein Tor für die englische U-21-Nationalmannschaft erzielt.

## Erfolge
- 2007/08 – Aufstieg in die Premier League mit Hull City